# پیست اسکیت آزادی
پیست موتورسواری آزادی یک پیست مخصوص مسابقات رول‌اسکیت در مجموعه ورزشی آزادی تهران است.
این پیست دارای ظرفیت ۱۰۰۰ نفر تماشاگر را دارد و در مساحتی بالغ بر ۳۲۰۰۰ مترمربع ساخته شده است.